# Björk i storm

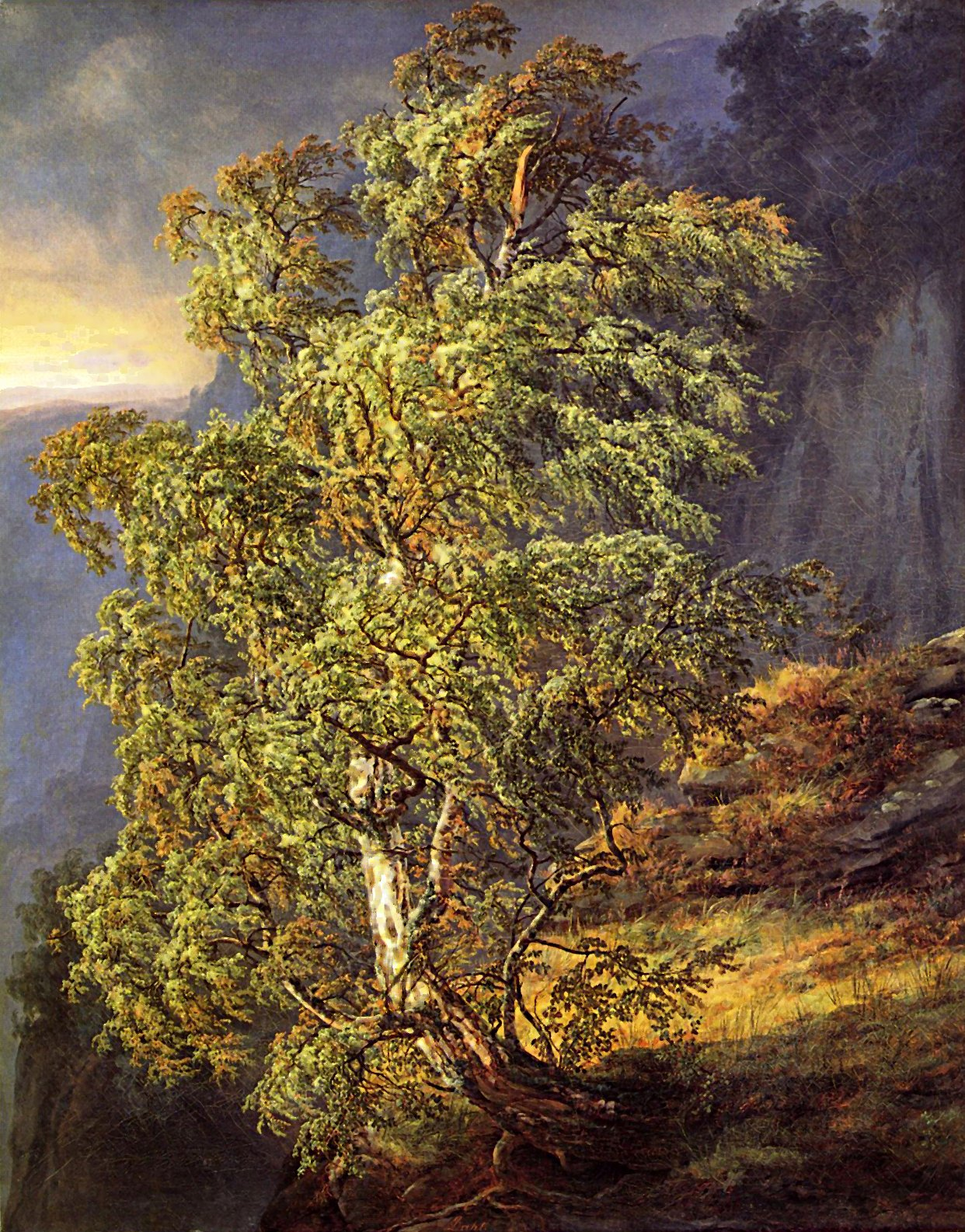
Björk i storm.

Björk i storm (norska: Bjerk i storm) är en oljemålning av den norske konstnären Johan Christian Dahl, målad 1849. Formatet är 92×72 centimeter, och målningen ingår i samlingarna på Kode kunstmuseer og komponisthjem i Bergen
Under en nedstigning i Måbøgaldene, på vägen till Eidfjord, ska Dahl ha sett denna ensliga björk som klamrar sig fast ytterst på stupet. Bilden kan ses som en symbol för striden för att överleva i ett vackert, men barskt och fattigt land.